# Longhope
Longhope est un village du Gloucestershire, en Angleterre.